# Piotr Popik

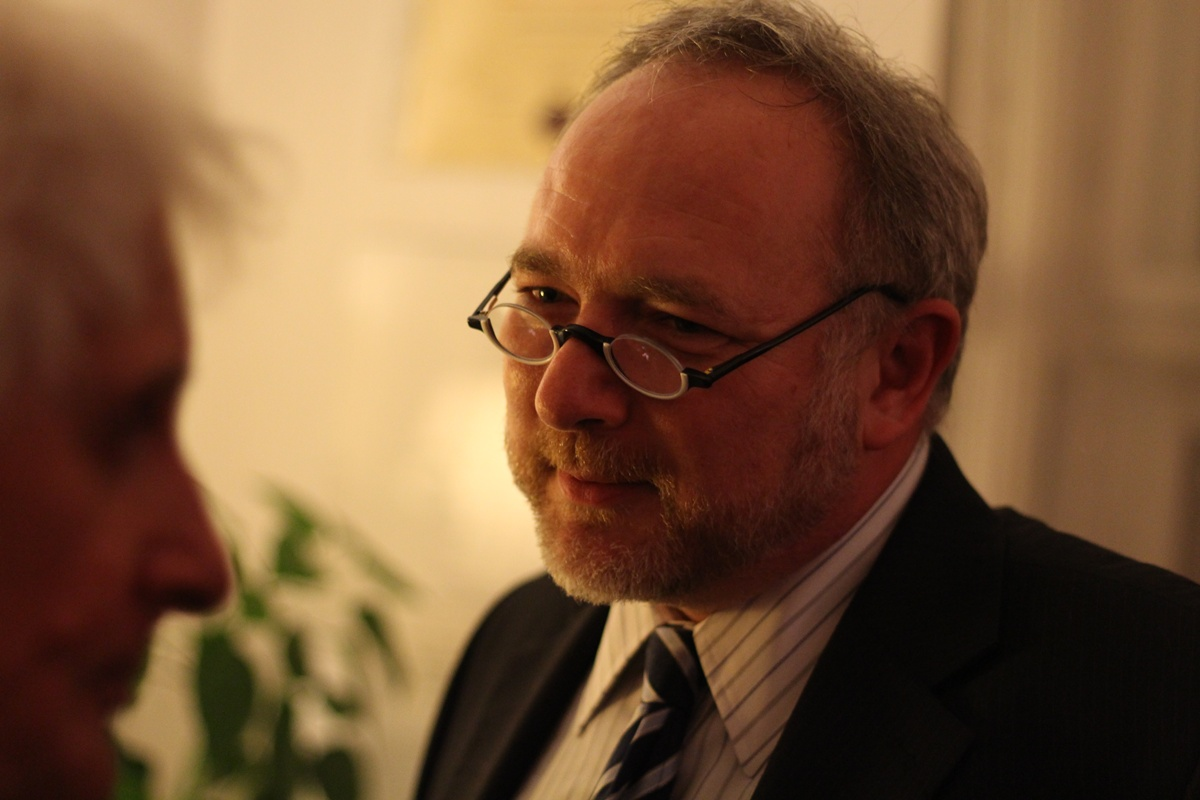
Piotr Popik

Piotr Iwo Popik (ur. 18 listopada 1962) – polski neuropsychofarmakolog specjalizujący się w badaniu leków i substancji wpływających na procesy poznawcze, pamięć, zapamiętywanie, emocje i komunikację zwierząt, a także w badaniu depresji, schizofrenii oraz uzależnień od substancji psychoaktywnych, autor ponad stu czterdziestu artykułów naukowych, profesor nauk medycznych, kierownik Zakładu Badań Nowych Leków Instytutu Farmakologii Polskiej Akademii Nauk, nauczyciel akademicki Collegium Medicum Uniwersytetu Jagiellońskiego.

## Życiorys
W 1988 roku ukończył studia na Akademii Medycznej w Krakowie. Od 1985 roku pracuje w Instytucie Farmakologii Polskiej Akademii Nauk w Krakowie. Początkowo był tam zatrudniony w Zakładzie Biochemii prowadzonym przez Jerzego Vetulaniego.
W latach 1990–1991 badał rolę neuropeptydów: wazopresyny i oksytocyny w procesach uczenia się i pamięci w laboratorium Jana M. Van Ree, w Instytucie Rudolfa Magnusa kierowanym przez Davida De Wied na Uniwersytecie w Utrechcie (Holandia). W 1991 roku obronił doktorat na Uniwersytecie w Utrechcie. W latach 1993–1995 otrzymał Fogarty International Fellowship w National Institutes of Health i dołączył do zespołu Phila Skolnicka. Pracował nad rolą receptorów NMDA w mechanizmie działania leków przeciwdepresyjnych oraz substancji używanych do leczenia uzależnień narkotykowych, w tym ibogainy.
Specjalizuje się w badaniu leków i substancji wpływających na procesy poznawcze, pamięć i zapamiętywanie, na zachowania społeczne, na emocje i komunikację zwierząt (w tym, na komunikację ultradźwiękową), i potencjalnie użytecznych w leczeniu zaburzeń takich jak depresja, schizofrenia oraz uzależnienia od substancji psychoaktywnych. Opublikował ponad sto czterdzieści artykułów w recenzowanych czasopismach oraz rozdziałów w książkach, a także książkę o substancjach uzależniających dla nastolatków Dlaczego narkotyki (2000).
Za prace nad lekami przeciwdepresyjnymi zespół Phila Skolnicka, w którym pracował Piotr Popik, otrzymał Nagrodę Anna Monika.
W 2007 roku Popik uzyskał tytuł profesora nauk medycznych. Jest członkiem komitetów redakcyjnych czasopism Amino Acids oraz Pharmacology Biochemistry and Behavior. Obecnie kieruje Zakładem Badań Nowych Leków Instytutu Farmakologii PAN, gdzie zajmuje się neurobiologią poznawczą, neurobiologią behawioralną i psychofarmakologią.

## Wybrane publikacje
- P. Popik, J. Vetulani, J. M. van Ree. Low doses of oxytocin facilitate social recognition in rats. „Psychopharmacology”. 106 (1), s. 71–74, 1992. ISSN 0033-3158. PMID: 1738795.
- P. Popik, R. T. Layer, P. Skolnick. 100 years of ibogaine: neurochemical and pharmacological actions of a putative anti-addictive drug. „Pharmacological Reviews”. 47 (2), s. 235–253, 1995. ISSN 0031-6997. PMID: 7568327.
- P. Skolnick, R. T. Layer, P. Popik, G. Nowak, I. A. Paul, R. Trullas. Adaptation of N-methyl-D-aspartate (NMDA) receptors following antidepressant treatment: implications for the pharmacotherapy of depression. „Pharmacopsychiatry”. 29 (1), s. 23–26, 1996. DOI: 10.1055/s-2007-979537. ISSN 0176-3679. PMID: 8852530.
- A. Bisaga, P. Gianelli, P. Popik. Opiate withdrawal with dextromethorphan. „The American Journal of Psychiatry”. 154 (4), s. 584, 1997. ISSN 0002-953X. PMID: 9090360.
- Rafal Rygula, Helena Pluta, Piotr Popik. Laughing rats are optimistic. „PLOS One”. 7 (12), s. e51959, 2012. DOI: 10.1371/journal.pone.0051959. ISSN 1932-6203. PMID: 23300582. PMCID: PMC3530570.

## Odznaczenia
- Srebrny Krzyż Zasługi „za zasługi w pracy naukowej i organizacyjnej” (2005)[7]